# ستيفن س. هاريسون
ستيفن س. هاريسون (بالإنجليزية: Stephen C. Harrison)‏ هو عالم كيمياء حيوية أمريكي، ولد في القرن العشرين في نيو هيفن في الولايات المتحدة.